# Corte (Medioevo)

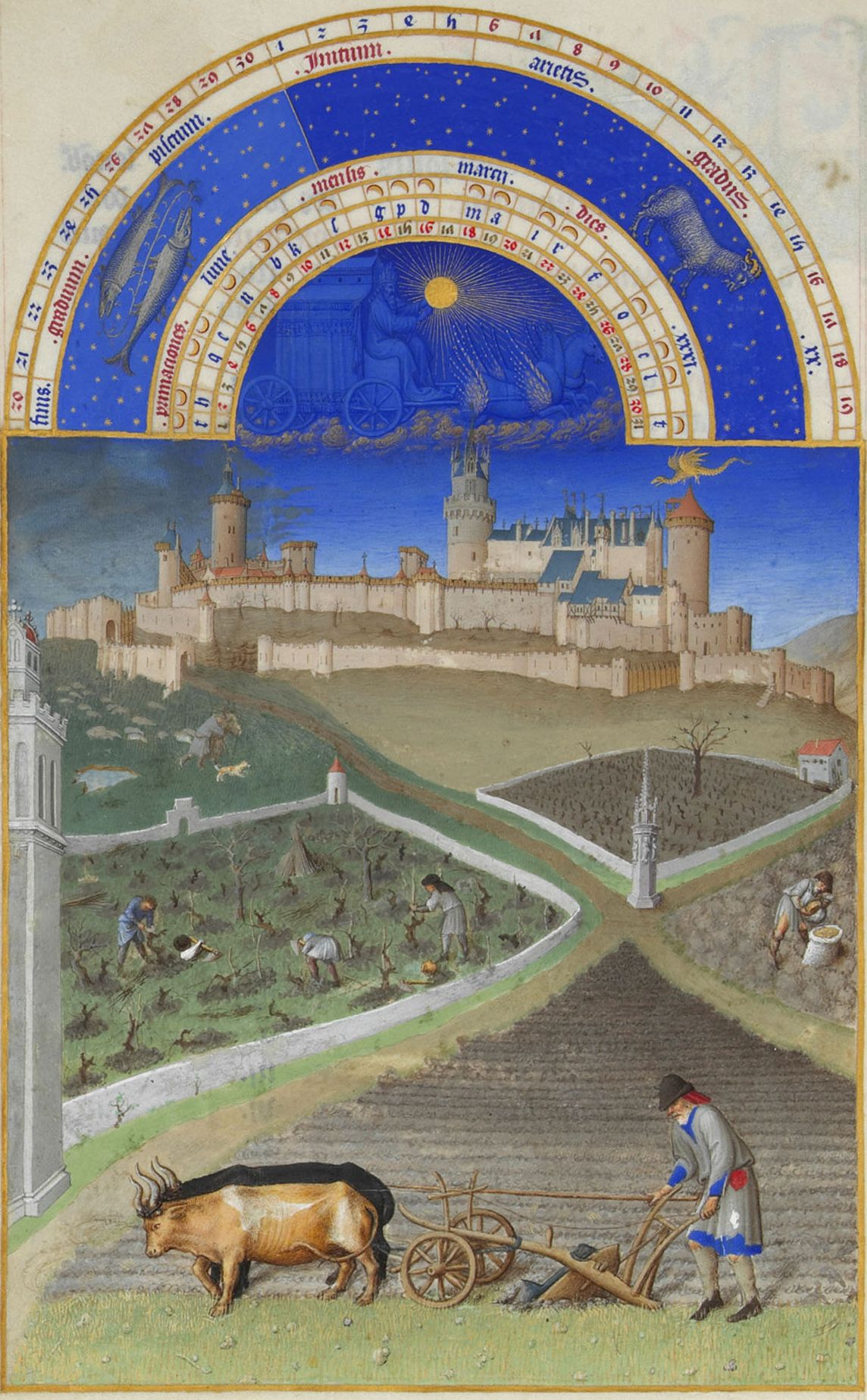
Lavoro servile nella curtis

La corte (in latino curtis) viene definita, in ambito altomedievale, come quell'insieme di ville ed edifici dove il signore o un suo delegato, soggiornavano ed espletavano le loro funzioni di gestione economica. La cosiddetta economia curtense, tipica dell'Alto Medioevo, fu una fase di passaggio nel mondo rurale tra l'economia della villa romana e quella dei latifondi compatti della fine del Medioevo e dell'Età Moderna. L'esempio di economia curtense più spesso studiato, per ragioni relative alla sua migliore documentazione, è quello che si affermò nel Regno dei Franchi in particolare tra la Loira e la Senna, che con alcune varianti si radicò un po' in tutta l'Europa cristiana.

## Origini della corte
Già alla fine del II secolo a.C. i grandi possedimenti terrieri nell'area dell'Impero romano tendevano ad organizzarsi economicamente creando latifondi più o meno estesi. Causa la notevole pressione fiscale esercitata dallo Stato, molti piccoli e medi coltivatori diretti preferivano mettersi alle dipendenze di questi signori proprio per sfuggire agli oneri di natura economica contratti verso lo Stato. Gli stessi grandi imprenditori accettavano ben volentieri di assumere questi ultimi — vista la scarsa reperibilità di schiavi — in qualità di coloni, dando loro in usufrutto singoli lotti di terreno su cui usufruivano di una certa percentuale della rendita dei campi. La grande proprietà diventò inevitabilmente un polo di attrazione non soltanto per i contadini, ma anche per gli artigiani, i commercianti nonché per piccoli borghi che si venivano a trovare all'interno del fondo. I grandi esponenti di questa classe dirigente riuscirono anche ad ottenere — ma solo quando ebbero sviluppato anche poteri signorili dai loro castelli — delle agevolazioni da parte imperiale, ad esempio quella dell'immunitas, che per lo più era concessa a signorie ecclesiastiche: il diritto a non pagare certe tasse e di respingere dal proprio territorio qualsiasi agente — compreso quello del fisco — di nomina statale. 
Il signore, quindi, diventava il vero e proprio arbitro della situazione, esercitando sui suoi possedimenti e su aree contigue o inframmezzate un certo controllo in ambito fiscale, giuridico, militare e politico. Le cosiddette ville rustiche tesero sempre di più ad attuare un'economia di sussistenza (tuttavia mai "chiusa" come pensavano gli storici ottocenteschi) e a organizzarsi verso la funzionalità e la difesa. Le cellule signorili, curtensi o no, presero ad essere sorvegliate da milizie personali pagate dal signore, i cosiddetti buccellari, che divennero un piccolo esercito privato.

## Cambiamenti a livello direttivo: dai Latini ai Germani
Dopo le grandi invasioni barbariche e il conseguente spopolamento delle città, i latifondi divennero sempre di più un polo di attrazione per la popolazione urbana. In particolare la città, non essendo più in grado di esercitare nessun controllo politico e direttivo per il territorio circostante, venne sempre di più lasciata a se stessa. Quando il vuoto di potere aveva impossibilitato l'applicazione della giustizia ordinaria, molti scelsero volontariamente di assoggettarsi ai padroni delle villae e sebbene accettassero un regime di semi libertà che li legava alla villa, ne ricevevano in cambio protezione e mezzi per la sussistenza.
I Germani si trovarono di fronte al problema di come controllare i territori conquistati.
Visto lo stato pessimo delle grandi vie di comunicazione e la contrazione dei centri urbani, presero a delegare la nobiltà di quelle prerogative di controllo, che altrimenti sarebbero state appannaggio dello stato. Ai nobili (vista la contingente penuria di moneta che escludeva la creazione e la retribuzione di una classe di funzionari) venne concesso talora in usufrutto un feudo: ovvero, una parte del territorio sotto il controllo del possessore —  economico e non necessariamente politico — con il quale il nobile poteva finanziarsi e qualificare l'attività che era tenuto a svolgere per conto del sovrano.
In Italia la vecchia aristocrazia di stampo latino e senatoriale, di cui Boezio fu l'ultimo degli esponenti, venne completamente spazzata via dopo la calata dei Longobardi di re Alboino, nel 568. I vecchi possedimenti passarono quindi di padrone: dai Latini ai Germani.
Tuttavia molto spesso le proprietà rimanevano nelle mani dei vecchi proprietari, ed i dominatori longobardi si limitavano a spremerli con le tasse, in cambio della protezione data loro dalle milizie longobarde in caso di rivolte contadine.

## Economia curtense

### L'autoconsumo
L'economia curtense era un tempo considerata di sussistenza. Che si tendesse cioè a produrre il più possibile all'interno della curtis in un'ottica di autoconsumo non è più confermato dalle ricerche dell'ultimo secolo. Comunque oltre alla produzione diretta (agricoltura), l'allevamento, la caccia, la pesca e la raccolta di frutti spontanei, esistevano anche compiti legati alla preparazione delle derrate alimentari: la produzione del vino, la macina della farina, la macellazione della carne. È vero che spesso i prodotti di natura non agricola, come le manifatture e gli attrezzi da lavoro, venivano fabbricati all'interno del fondo utilizzando i materiali a disposizione: stoviglie, tessuti, utensili ed armi. Si cercava inoltre di sopperire alla mancanza di alcuni beni producendone di simili, ma di qualità più bassa.
Spessissimo, perfino tra gli storici precedenti le ultime generazioni, si è considerata questa economia come completamente chiusa, priva di sbocchi verso l'esterno. Questo è errato, soprattutto perché la circolazione monetaria non era mai venuta meno: alcune manifatture più rifinite ed altri approvvigionamenti dovettero essere necessariamente acquistati in altre zone. Ad esempio i nobili potevano permettersi di comprare il vino da altri signori, così come in periodi di carestia, quando dipendenti salariati e coloni pativano la fame, dovettero procedere all'acquisizione di provviste alimentari dall'esterno. Non mancavano inoltre intermittenti surplus. Non bisogna dimenticare, poi, che le città, sebbene ridotte di dimensioni, rimasero comunque dipendenti dalle campagne e dovettero sempre importare da esse i prodotti agricoli.

### Il commercio interno
Un fattore importante per la notevole estensione di questo genere economico fu la penuria di denaro liquido e lo stato delle grandi vie di comunicazione. Il più delle volte, gli scambi avvenivano tra beni in natura, tramite il baratto, ma non è del tutto vero che la moneta scomparve completamente. Ad esempio, il bisante d'oro continuò a circolare e quando si attuavano questi scambi, e i contadini dovevano vendere i loro prodotti, ci si rifaceva sempre ad un ipotetico valore monetario. La moneta corrente d'argento, poi, il soldo, continuò a circolare e la sua continua svalutazione fa comprendere che si dovette adattare alle crisi dell'economia.
Molte volte poi, le proprietà organizzate in curtis, si trovavano a contatto con altri fondi di natura ecclesiastica o regia e persino con residui di appezzamenti di terreno allodiali coltivati direttamente da alcuni contadini liberi. Ciò si verificava poiché i feudi, almeno nell'Alto Medioevo, non costituivano piccoli staterelli dai confini ben definiti, ma nella maggior parte dei casi erano piuttosto un insieme di proprietà diffuse sul territorio, tanto da far sì che alcuni villaggi fossero addirittura divisi tra diversi feudatari. Come si vede quindi, le possibilità di scambio vennero necessariamente prese in considerazione.

### Il commercio con l'esterno
Grazie alla sua relativa efficienza ed a una più razionale organizzazione agricola, si andarono a formare delle eccedenze nella produzione. Tali rimanenze dovevano trovare sbocco, sia pure a livello modesto e intermittente, in un mercato regionale. Il fatto è confermato dagli ultimi ritrovamenti di magazzini, soprattutto nei grandi monasteri i quali, essendo ancora in possesso delle antiche tecniche di agronomia di natura classica/romana, producevano in abbondanza e potevano permettersi di vendere i loro surplus.
Una piccola rivoluzione si verificò quando, con l'aumento del costo degli equipaggiamenti militari, i possessori, divenuti anche signori (dòmini) furono costretti a pretendere dai contadini tributi in denaro. Ciò fece sì che per i piccoli coltivatori divenne necessario affiancare alle attività agricole anche quelle mercantili e di piccolo artigianato. La moneta, così, circolò con più diffusione e gli orizzonti mercantili, prima più ristretti (sebbene, a differenza di quanto creduto dalla vecchia storiografia, non assenti), si allargarono.

## Tipologie dicurtis

### Evoluzione delle corti
La corte dell'Alto e quella del Basso Medioevo si distinguevano fortemente: la prima altro non era che l'erede della villa romana, anche se meno compatta, e caratterizzata da una distinzione fra zone a conduzione diretta (dominicum) e altre affidate a coloni.
Nella seconda, dopo la fine del secolo XI, della curtis sopravvive soltanto il nome e non la forma di gestione: si definiva così l'ambito territoriale intorno al vecchio centro curtense (caput curtis) per lo più munito di castello.

### Organizzazione della corte
La curtis riproponeva, più o meno, le stesse caratteristiche e costanti edilizie nelle diverse zone dell'Italia centro-settentrionale, nella valle del Rodano in Francia ed in Germania.
Il caput curtis era il centro della corte, ed era composto dagli edifici dove il signore risiedeva ed esercitava l'amministrazione delle terre. L'interno era composto dal maniero del grande proprietario del fondo, dalle stalle, da granai e rimesse, dagli abituri di servi e salariati e molte volte, se vicino scorreva un fiume, vi era presente anche un mulino. Non mancava neanche una piccola cappella privata dove si celebrava la Messa. Solitamente, di fianco al maniero era costruita l'abitazione del fattore. Costui era la sola persona delegata alla ripartizione e allo stoccaggio nei magazzini delle derrate alimentari.
Il latifondo veniva suddiviso così in due tipologie di territorio.
1. La parte centrale, quella più vicina al polo amministrativo, era detta pars dominica o indominicata, cioè gestita a coltura direttamente dal dominus;
2. La pars massaricia, che era gestita dai contadini (liberi o asserviti) ed era divisa in mansi, che corrispondevano ad unità lavorative di varia estensione. Le famiglie di coloni la coltivavano quindi privatamente ed una parte della rendita veniva corrisposto al possessore. Oltre a questo, i coltivatori erano poi tenuti sia a pagare alcune tasse che a svolgere delle giornate lavorative gratuite sui territori agricoli direttamente gestiti dal padrone, le cosiddette corvée.

Esisteva poi una parte di terreno incolto, composto da boschi, prati e paludi, dove si attingevano le risorse spontanee tramite la raccolta, la caccia e la pesca. Inoltre nelle terre lasciate a riposo (maggese) venivano fatti pascolare gli animali.

### Ivassi
Attorno al signore poteva trovarsi una serie di amici, protetti e guardie del corpo, che formavano il gruppo degli antrustiones o fideles o vassi. Essi giuravano fedeltà al signore in cambio di benefici quali armi, oggetti preziosi o terre da coltivare. Ma non tutti i possessori di curtes avevano clientele vassallatiche.

### Modelli di corte
Dobbiamo, una volta definita la struttura della curtis, analizzarne le varie tipologie così come si sono presentate nel bacino del Mediterraneo e nell'Europa centro-settentrionale e orientale.
Le tenute organizzate in curtis si distinguevano dal numero di mansi a cui erano sottoposte: nell'Italia del nord, così come in Germania e Francia, vi erano corti vastissime a più mansi ed altre meno estese che potevano a malapena approvvigionare i padroni e la servitù. L'abbazia di Saint-Germain-des-Prés, ad esempio, possedeva 19.000 mansi distribuiti in vari villaggi, quello di Tours aveva alle proprie dipendenze 20.000 coltivatori abitanti nei diversi borghi della zona. Spesso i mansi erano situati anche molto distanti gli uni dagli altri, in territori retti da diversi feudatari o vassalli, il che dimostra come la distribuzione della proprietà avvenisse a livello personale e non territoriale come in Età Moderna.
I cittadini dei borghi suburbani facevano riferimento prevalentemente alle città più grandi, ove risiedevano i grandi funzionari del regno o che erano sedi vescovili. I locatari dei piccoli e medi fondi che si trovavano prevalentemente nelle zone rurali avevano come referente la villa signorile e, in seguito, il castello. All'interno di questi latifondi dobbiamo poi immaginare i borghi situati nella parte tributaria come difesi solo da uno steccato o completamente privi di sistemi difensivi, mentre il centro indominicato si incastellava ed era circondato da poderose mura difensive.

## Evoluzione dellecurtesin centri abitati
A partire dal XI secolo, il sistema economico-sociale curtense entrò in crisi. Nonostante le innovazioni in campo agricolo (aratro pesante, rotazione triennale delle colture ecc.) i mini fondi non riuscivano a produrre quanto richiesto e i grandi signori preferirono inurbarsi ed investire sul commercio e sui prestiti a interesse.
Le partes dominice cominciarono quindi ad essere acquistate da imprenditori borghesi, liberando quindi i mansi dalla sudditanza ad un padrone. Gli imprenditori si limitavano ad ottenere redditi dai diritti bannali. Agli agglomerati di mansi allodiali si unirono quindi questi mansi neo-allodiali.
Piccoli centri quindi, che in principio erano stati appendice dei latifondi, si trasformarono in cittadine di 30.000 abitanti o anche più. Nella toponomastica italiana, possiamo riscontrare l'evoluzione di queste cittadine/paesi dalle ex curtis o ville, ad esempio: "Francavilla", "Villafranca", "Villanova" ecc.

### Opere a carattere generale
- Franco Cardini e Marina Montesano, Storia medievale, Firenze, Le Monnier Università, 2006, ISBN 88-00-20474-0.
- Giovanni Tabacco, Alto Medioevo, a cura di Giuseppe Sergi, Torino, UTET Università, 2010, ISBN 978-88-6008-304-3.
- Renato Bordone e Giuseppe Sergi, Dieci secoli di medioevo, Torino, Einaudi, 2009, ISBN 978-88-06-16763-9.
- Cesare Vasoli, La cultura delle corti, Bologna, Cappelli, 1980.
- Giovanni Vitolo, Medioevo. I caratteri originali di un'età di transizione, collana Biblioteca aperta Sansoni, ed. 1, Sansoni, 2000, ISBN 978-88-38-31857-3.

### Saggi di ambito locale
- Bruno Chiappa, Antiche corti rurali nel comune di Isola della Scala, fotografie di Robert Fullerton, Isola della Scala, Biblioteca Comunale.
- Sergio Bertelli, Franco Cardini e Elvira Garbero Zorzi, Le corti italiane del Rinascimento, collana Libri illustrati Mondadori, con la collaborazione di Elisa Acanfora, Milano, Mondadori, 1985.
- Associazione Industriali di Mantova (a cura di), Corti e dimore del contado mantovano, Firenze, Vallecchi, 1969.
- Maria Rossella Bigi (a cura di), Le corti italiane, premessa storica di Rosario Villari, saggio critico di Paolo Portoghesi, Milano, Touring Club Italiano, 1977.
- Arrigo Giovannini e Carlo Parmigiani, Corti di pianura: Architetture rurali nel paesaggio padano, Caselle di Sommacampagna, Cierre, 2001.
- Michele Gragnato, Chiese, ville, corti a Sona e nelle sue contrade, collana Sona: ieri, oggi, domani, con la collaborazione di Paolo Armigliato e Marino Bonomi, n. 4, Sona, 2003.
- Francesco Monicelli, Ville e corti lungo il corso del Mincio, Genova, 2001.
- Carlo Perogalli, Architettura fortificata : castelli e corti del Mantovano: relazione ufficiale, Convegno itinerante sul Turismo nella terra mantovana (Milano-Mantova, 28-30 settembre 1978).
- Luciano Rognini, Chiese, ville e corti: pagine d'arte, in Marco Pasa (a cura di), San Martino Buon Albergo: una comunità tra collina e pianura, San Martino Buon Albergo, Biblioteca Comunale, 1998,  pp. 189-200.
- Remo Scola Gagliardi, Le corti rurali tra Tartaro e Tione dal 15. al 19. secolo, San Pietro di Legnago, Nuoviorizzonti, 1997.
- Sergio Spiazzi, Le corti rurali dei Muselli in San Martino, San Martino Buon Albergo, 1997.
- Giuseppe Franco Viviani, Ville e corti nella campagna di S. Michele, Verona, Grafiche Fiorini, 1985.